# 小西貢
小西貢（英語：、越南语：／、／），泛指越南以外的越南裔族群聚居區，通常指美國的越僑聚居區，最常用來指美國加州橙縣以西敏寺市（Westminster）為中心的越南裔族群聚居區。加州聖荷西越南裔族群聚居區並不叫小西貢。德州休士頓的小西貢是第二大名為小西貢的越南裔族群聚居區。加州舊金山亦有一個小西貢。美國各地有許多規模較小的小西貢。

## 歷史
1975年西貢易幟后，美国联邦政府官员将蜂拥而至的越南难民分散到美国各地（加州海軍陸戰隊彭德爾頓營、阿肯色州查菲堡陸軍基地、賓州Indiantown Gap，佛羅里達州埃格林空軍基地），試圖防止重现多年前古巴难民在迈阿密造成的状况，即大量移民涌入美国某一社区造成社會福利制度的压力。当时一位负责移民的工作人员对美国参议院说：“我们不想要族裔聚居区。”难民从这些地方被送往美国各地，分散到美國50个州。亨特学院（Hunter College）的米亚雷斯（Ines M. Miyares）说：“当时的设想是，如果我们将他们分散，他们会更快地美国化。他们将从根本上得到同化，……。但是这在人身上行不通，特别是那些有把『群体』看得比『个人』更重要的文化背景的人。我们那时不理解这一点。”
现在专家和移民异口同声地指出，将他们分散的方法失败了，它只不过延迟了美国移民种族飞地的形成。飞地多少像个小安乐窝，它的形成却是同化过程中重要的第一步。在像休士頓或橙縣这样的越僑聚居社區中，越南难民获得了较好的接受就业培训和学习英语机会，并且能找到工作。1980年代中期，一份政府研究报告称，大多数难民通过其他难民找到了工作。随着这类社区的发展，越南难民的经济状况得到了改善。根据美国人口普查的数字，1980至1990年间，越南裔美国人的平均家庭收入增长了一倍，达到33,500美元，略高于美国的全国平均水平。越南裔美国人中可以熟练使用英语者，已从1980年的27％上升至近40％。

## 加州橙县

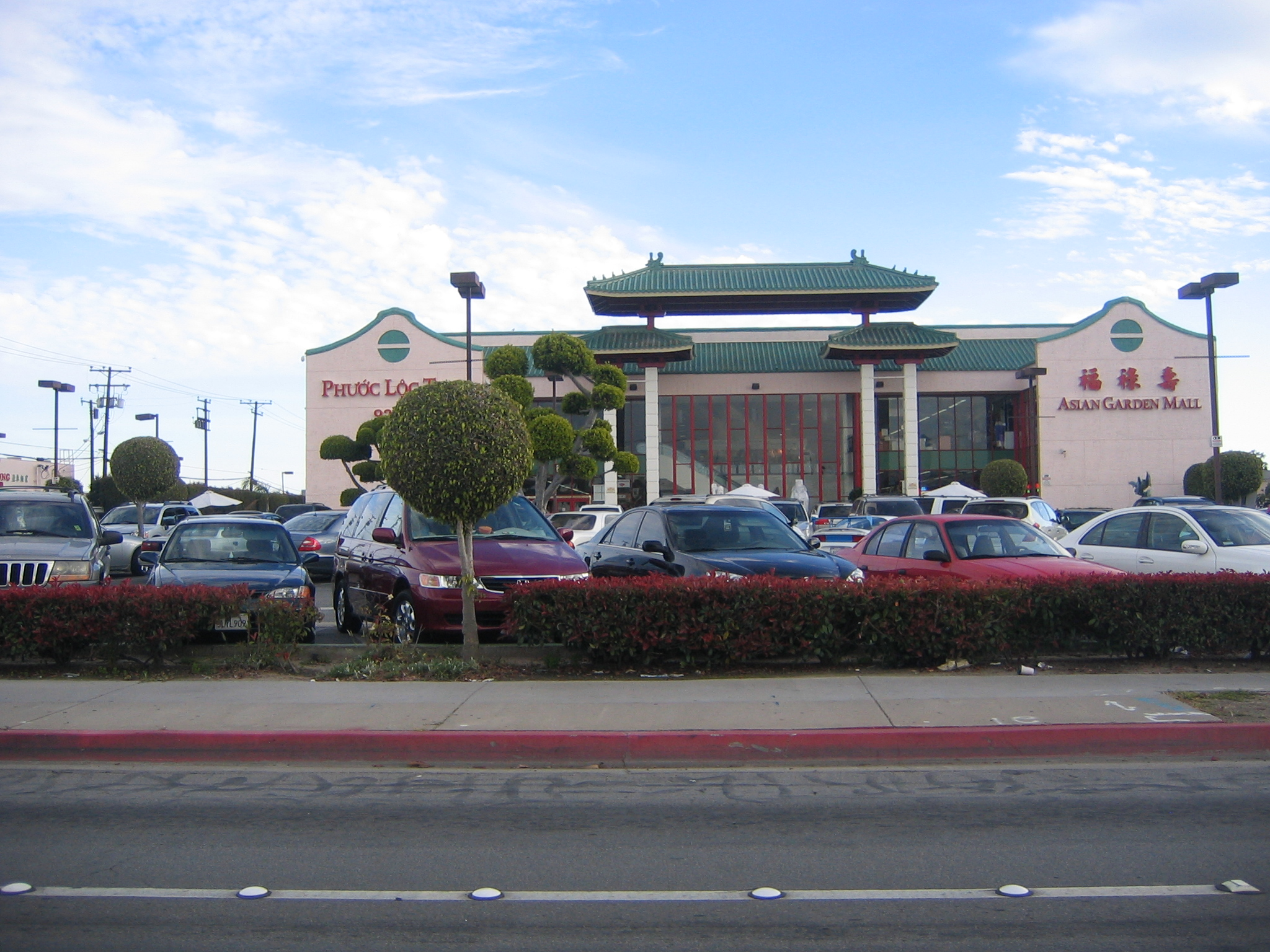
美國加州橙縣的福祿壽是小西貢的第一個越僑商場

美國加州橙县以西敏市及園林市為中心，是越南以外最大的越南裔族群聚居集中地區，人口估计为20万以上。根據2000年的人口普查，西敏寺市人口目前近30.7%為越南裔，園林市則超過21.4%。已擴散至鄰近的斯坦頓、芳泉谷、安那翰、及聖塔安娜。他們大多數是1975年後為不滿執政的越共而離開越南的，對越南現在由越南共產黨執政的越南政府多持反對態度，在此仍然可看到越南共和國的黃底紅條國旗在飄揚。1999年，西敏寺市一家音像制品店的老板挂起了一面越南社會主義共和國國旗和一张胡志明画像，导致持续7个星期的抗议活动，52人被捕。
传统上是白人保守派的地盘的橙县1975年容纳了一个族裔飞地有些不可思议。但是，这里的保守派，特别是那些与这一地区众多军事基地有关系的保守派，仍是美国参与东南亚事务的坚定支持者。研究越南裔美国人经历的富勒頓加州州立大學的杰弗里.布鲁迪（Jeffrey Brody）说，“他们认为这些人不是移民，而是逃离共产党政权的难民。”
1978年起越僑郭一名（Quách Nhứt Danh）與趙閥開始在博爾薩街設立商店，早期由越南人经营的只有四家商店：药店、食品杂货店、保险公司和饭馆。同年聖塔安娜出版了一份越南文日報（Nguoi Viet Daily News）。1988年小西貢成為園林市高速公路（加州22號高速公路）出口路标。
現在小西貢有供應越式河粉、生春卷、越南米粉、越式肉麵包等越南菜的餐館。

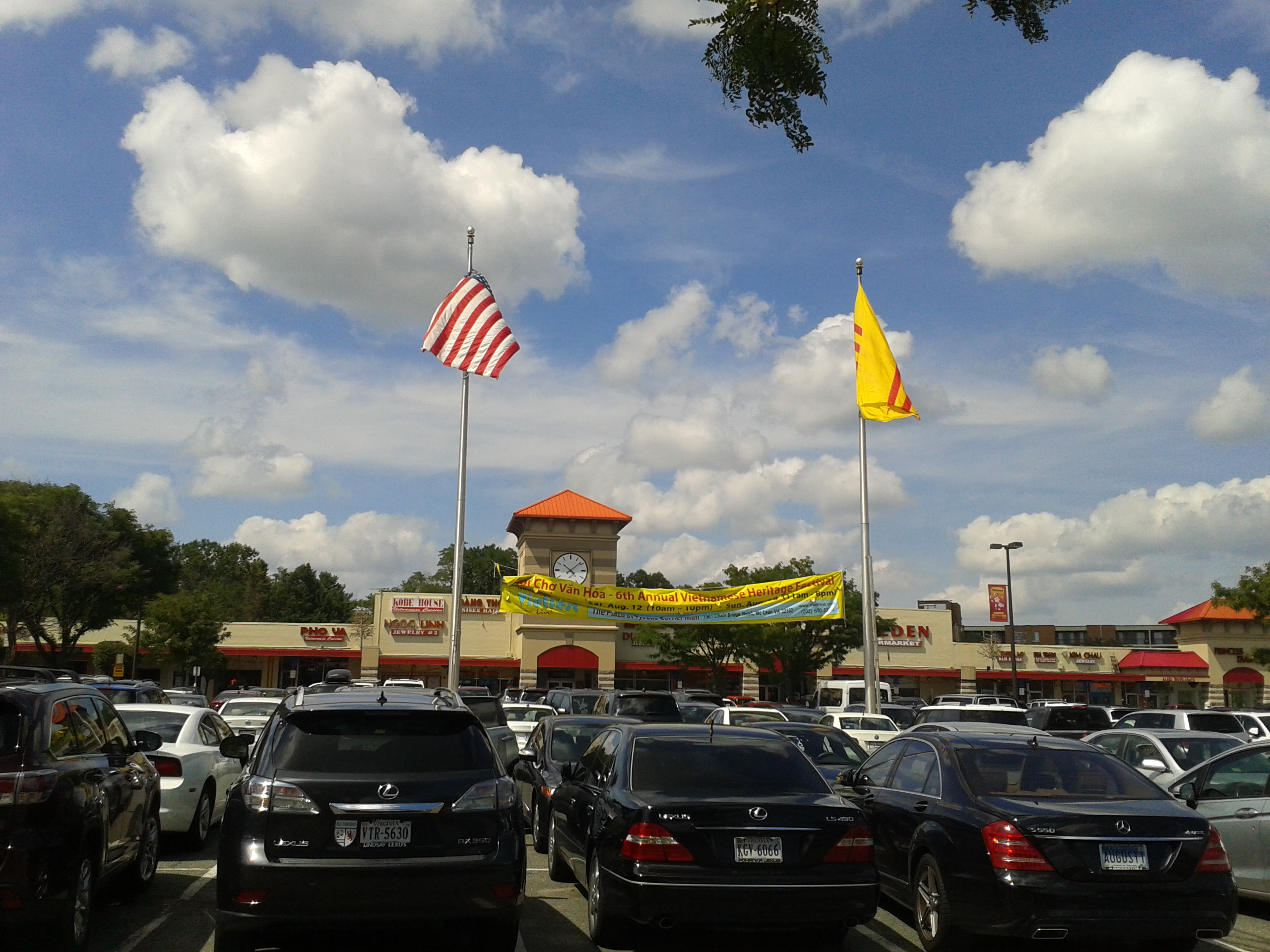
弗吉尼亚福爾斯徹奇的越南裔聚居区伊甸中心，挂有美國國旗和越南共和国国旗

聖塔安娜的小西貢電台 KVNR AM 1480（Little Saigon Radio）是越南語廣播電台。
小西贡的林東尼(Tony Lam)1992年当选西敏寺市市議員，是美国第一位民选的越南裔人士。陳泰文也是小西貢的參政人士，2000年當選園林市市議員，2004年當選加州州議會眾議員，代表橙縣第68選區。

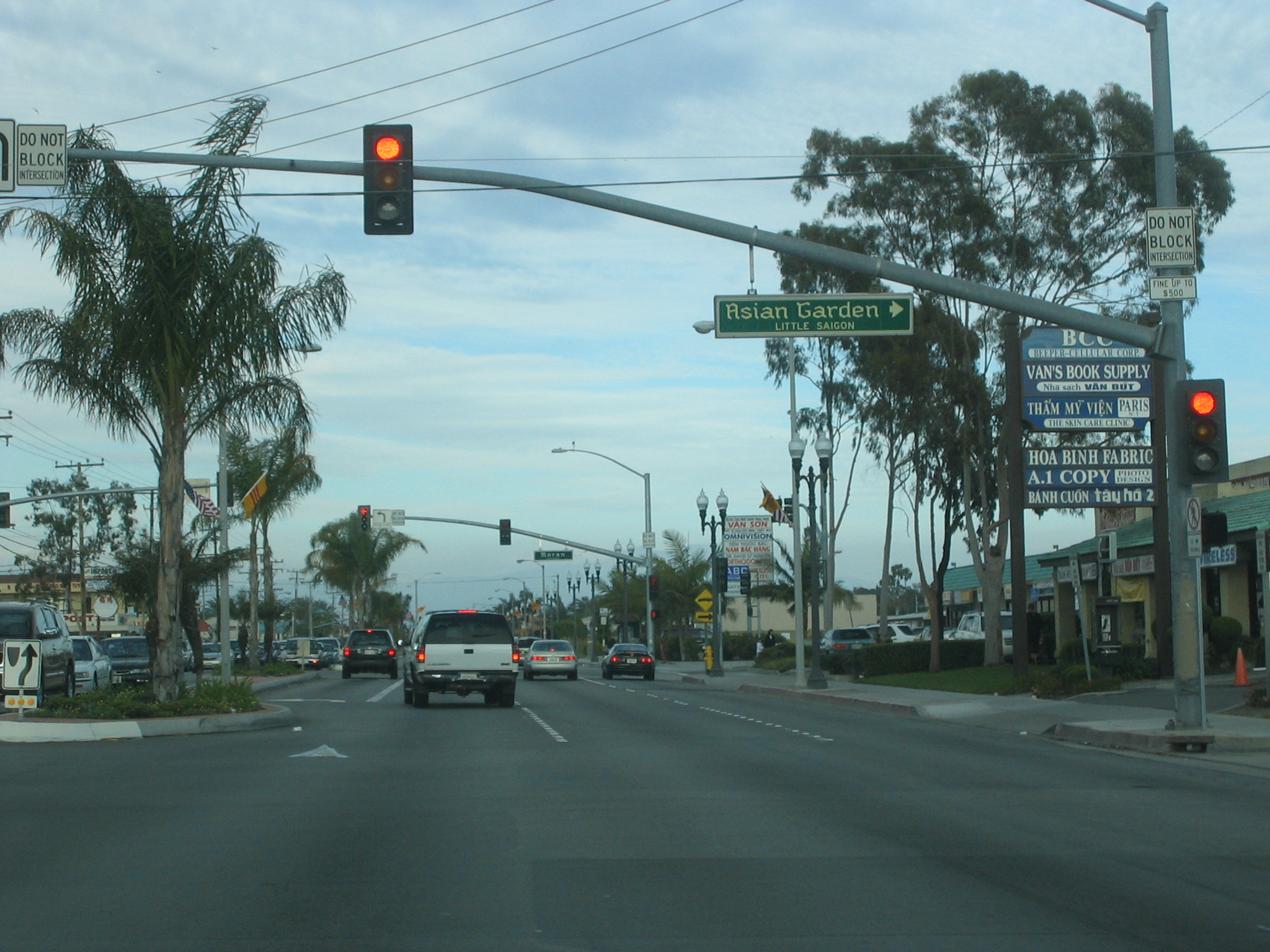
小西贡路標與越南共和國國旗
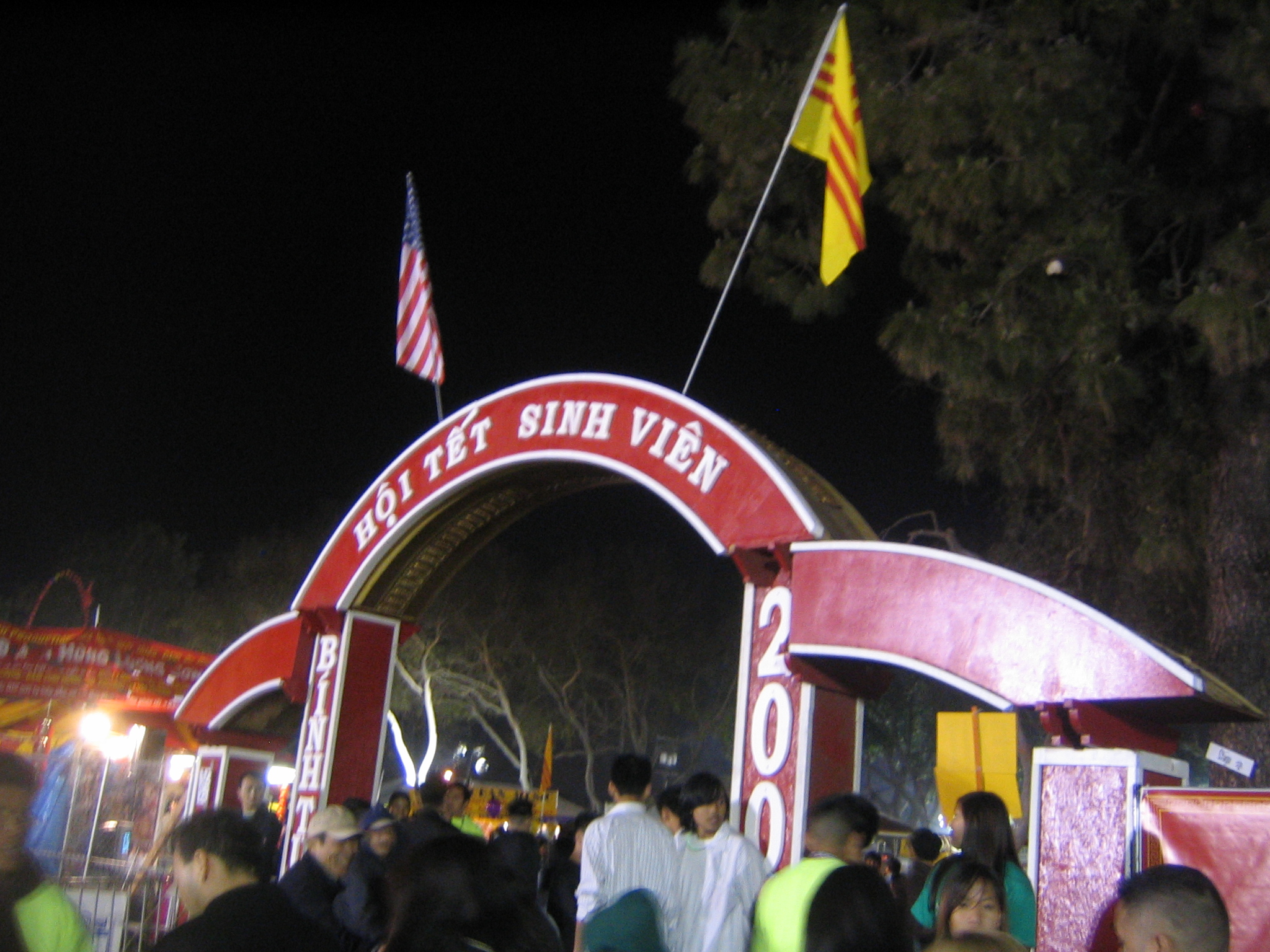
小西贡民俗節日（農曆新年）與越南共和國國旗
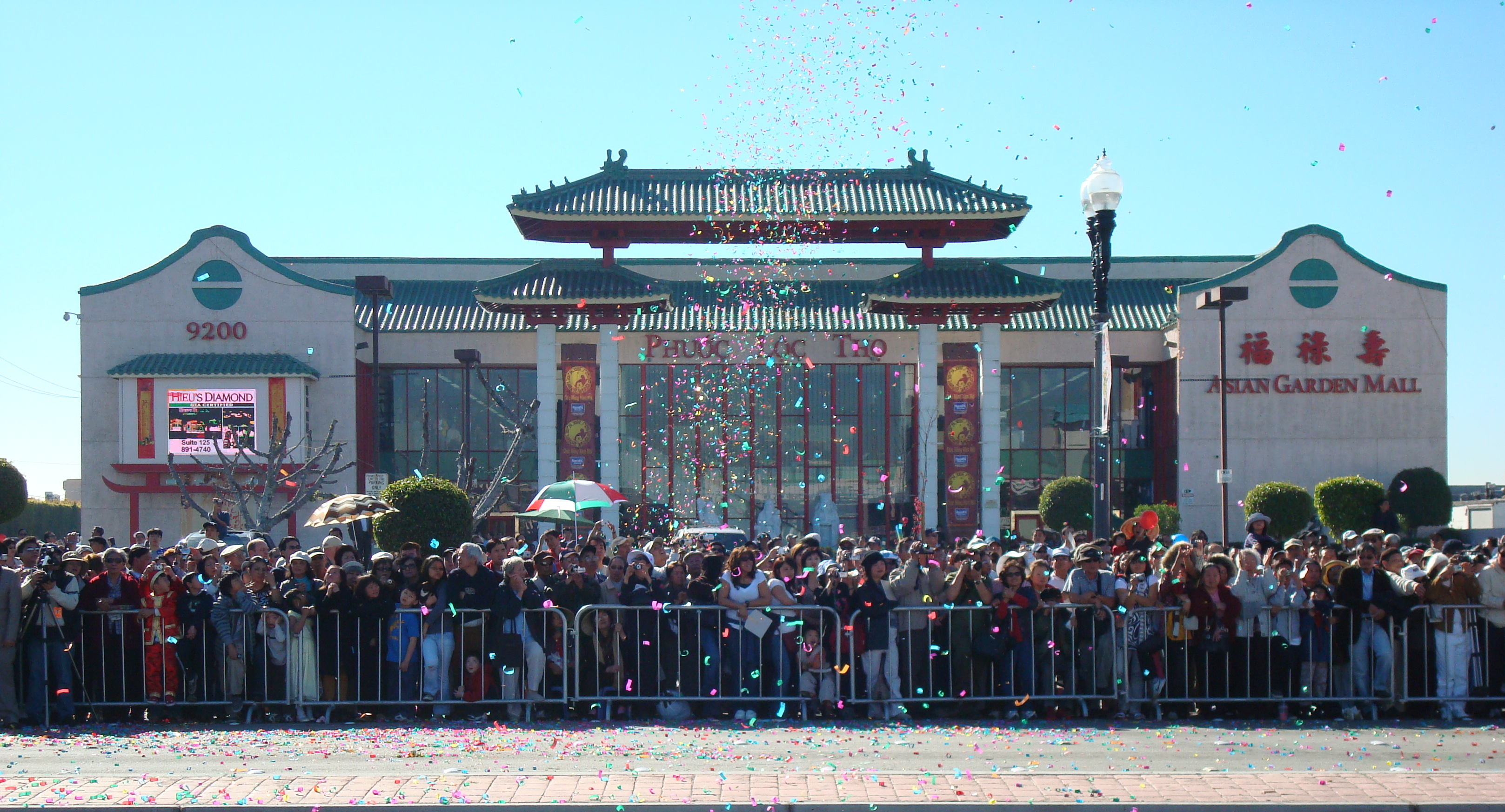
2008年農曆新年福祿壽前群眾

## 加州聖何塞
在美国，北加州越南社区是同化进程最顺利，经济成就最显著，同化程度最高的越南人社区。加州聖何塞是美國第二大的越南裔族群聚居集中地區。聖何塞也是越南以外的城市中擁有最多越南裔族群的單一城市。在2005年時共有約84,635人（百分之九）的人口是越南裔。自1999年起聖何塞於每年農曆新年舉辦越南新春大遊行。由於當地的越南裔族群意見不一，加上主流聖何塞商會反對小西貢這名稱，在2007年11月，聖荷西市議會以8票對3票將越南城命名為“西貢商業區”，但越南裔族群對此名稱並不滿意。越南裔聖何塞市議員麥迪遜·阮認為把商業區命名為“西貢商業區”並無不妥。然而，該市越南裔移民認為，“小西貢”是反共的標誌，不這麼稱呼，就等于接受了共產黨的統治，而“西貢商業區”這個名字是對他們的羞辱。在阮市議員的辦公室外，曾有抗議者絕食29天的事件發生。該市越南裔選民幾乎罷免她。2008年3月4日市議會以11票對1票取消“西貢商業區”這名稱，但並未另外命名。

## 德州休士頓
德州休士頓是美國第三大的越南裔族群聚居集中地區。小西貢由以下四條街道圍成：
- 東：Gessner 路
- 西：6 號公路
- 南：Bissonnet 街
- 北：Westpark 收費公路

## 加州舊金山
加州舊金山於2004年初，指定在Eddy街與O'Farrell街之間的Larkin街為小西貢，其中百分之八十為越僑。2008年7月立了一個象徵性的門。